# AB Andromedae
AB Andromedae är en dubbelstjärna belägen i den mellersta delen av stjärnbilden Andromeda. Den har en högsta skenbar magnitud av ca 9,49 och kräver ett teleskop för att kunna observeras. Baserat på parallax enligt Gaia Data Release 2 på ca 11,70 mas beräknas den befinna sig på ett avstånd av ca 279 ljusår (ca 86 parsec) från solen. Den rör sig närmare solen med en heliocentrisk radialhastighet av ca -28 km/s.

## Observation
Paul Guthnick och Richard Prager upptäckte 1927 att stjärnan är en förmörkande dubbelstjärna med en maximala skenbar magnitud av 9,49 men som visar en variation i ljusstyrka ner till en magnitud på 10,46 under en periodisk cykel på cirka 8 timmar. Den observerade variationen är typisk för variabla stjärnor av typen W Ursae Majoris, så de två stjärnorna i detta system bildar en kontaktdubbelstjärna.
De förmörkar varandra under sin omloppsbana, men de har en avlång form så de uppvisar en konstant variation istället för diskreta förmörkelser. Hur som helst kan en periodicitet ses tydligt, men den förändras över tiden. Perioden visar en långsiktig trend och en periodisk modulering på 7 000 dygn. Effekterna som orsakar detta beteende kan vara ett tredje objekt i systemet, magnetisk interaktion mellan två stjärnor, massöverföring från en stjärna till den andra, massförlust i systemet och nyligen (2018) har till och med en intern mekanism i de berörande höljena föreslagits.

## Egenskaper

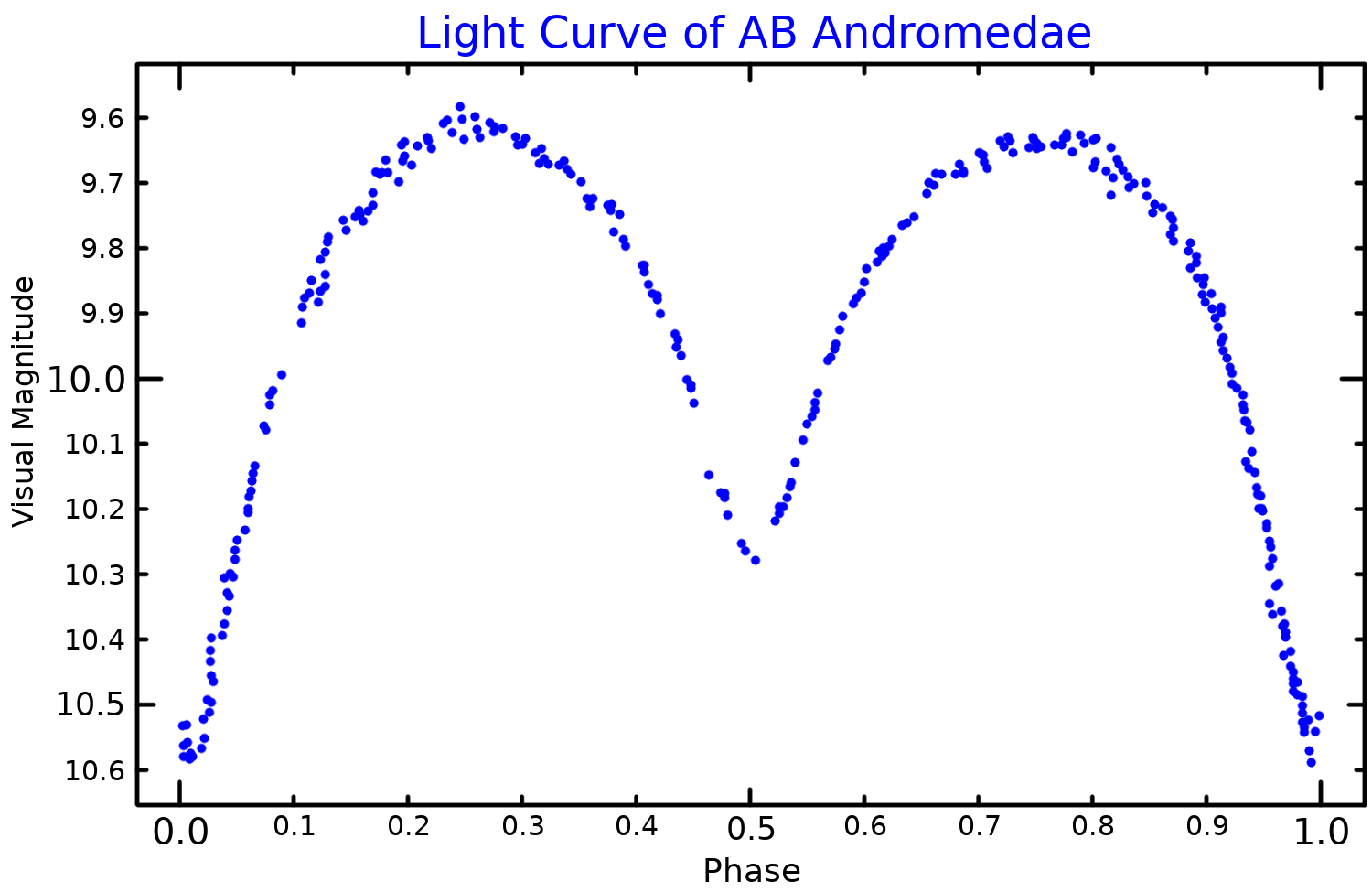
Ljuskurva i visuella bandet för AB Andromedae, anpassad från Parimucha et. al.

Primärstjärnan AB Andromedae A är en gul till vit stjärna av  spektralklass G5. Den har en massa av ca 1,0 solmassa, en radie av ca 1,0 solradie har en effektiv temperatur av ca 5 800 K.
Följeslagaren AB Andromedae B är en solliknande gul till vit stjärna  i huvudserien av  spektralklass G5 V. Den har en massa av ca 0,6 solmassa, en radie av ca 0,8 solradie och har en effektiv temperatur av ca 5 500 K.
Stjärnorna kretsar så nära varandra att deras omgivande skikt snuddar vid varandra. Detta är en dynamiskt stabil fas som bör pågå tills en av de två stjärnorna lämnar huvudserien. Systemet skulle också kunna vara värd för ett tredje objekt med en omloppsperiod på 19 046 dygn, med en minsta massa på 0,007 solmassa och en excentricitet på 0,22, men data som samlats in i tiden överensstämmer inte med denna hypotes.